# Резолюция 183 на Съвета за сигурност на ООН
Резолюция 183 на Съвета за сигурност на ООН е приета на 11 декември 1963 г. по повод положението в африканските територии, намиращи се под португалска власт.
Резолюцията изразява разочарованието на Съвета за сигурност от провала на срещата между представители на Португалия и африканските страни, инициирана от генералния секретар на ООН, на която страните не са успели да достигнат до общо съгласие относно интерпретацията на понятието „самоопределение“, използвано в резолюциите на Съвета за сигурност и Общото събрание на ООН по въпроса. Резолюция 183 още веднъж призовава държавите да изпълнят параграф 6 на Резолюция 180 (1963) и осъжда неизпълнението на същата резолюция от страна на португалското правителство. С резолюция 183 Съветът за сигурност потвърждава интерпретацията на самоопределението, така както тя се съдържа в Резолюция 1514 (XV) на Общото събрание на ООН.
Резолюция 183 е приета с мнозинство от 10 гласа при един въздържал се от страна на Франция.